# Ягнобцы
Ягно́бцы или Ягнобские таджики (ягн. yaγnōbī́t; тадж. яғнобиҳо) — этническая группа таджиков. Родной язык — ягнобский. Ягнобцы являются прямыми потомками согдийцев.

## Расселение
Историческое место расселения ягнобцев — долина реки Ягноб и её притока Куль на юге Согдийской области Таджикистана.
В 1970—1971 годах ягнобцев (около 4 000 человек) принудительно перевезли вертолётами в Зафарабадский район (в «коридоре», углубляющемся вглубь территории Узбекистана на северо-западе Согдийской области) и Варзобский район (к северо-западу от Душанбе). Предлогом была опасность жизни в горах из-за землетрясений, но на самом деле требовались рабочие руки для выращивания хлопка. Многие переселились также в Душанбе и его окрестности, часть затем вернулась на родину. С 1991 года группа энтузиастов и исследователей под эгидой Таджикского социально-экологического союза и под руководством А. Д. Бузурукова, инициатора создания первых национальных и природных парков, работали над учреждением Ягнобского природно-этнографического парка. После почти 28 лет этой работы Президент Республики Таджикистан Эмомали Рахмон в 2019 году подписал Постановление Правительства Республики Таджикистан № 227 «О создании национального природного парка «Ягноб».
Ягнобский язык — один из древнейших языков, уцелевший от персизации в отдалённой горной долине. Ближайшим живым родственником ягнобского является осетинский язык, также относящийся к северо-восточной подгруппе иранских языков (в отличие от таджикского языка, относимого вместе с персидским к юго-западной подгруппе). Ягнобцев изучали советские учёные-этнографы М. С. Андреев и Е. М. Пещерева.
Практически все ягнобцы двуязычны и разговаривают также на таджикском языке, так как на нём ведётся и обучение в школах. Таджикский язык оказал и продолжает оказывать большое воздействие на речь ягнобцев, прежде всего лексическое. В настоящее время ягнобцы в значительной мере слились с таджиками.

## Численность
Численность составляет около 5 тыс. чел., включённые переписью населения 2000 года в состав таджиков.
По другим данным это число может достигать 13,5 тыс. чел, в том числе 6,6 тыс. чел. в Зафарабадском районе, 3,5 тыс. в Душанбе, 1,3 тыс. в Варзобском районе (Верхний Варзоб), 1,1 тыс. к юго-западу от него, в Гиссарском районе (Нижний Варзоб), 0,7 тыс. к югу от столицы на границе с Хатлонской областью (районы Рудаки и Хуросонский район) и лишь 0,3 тыс. на родине, в долине реки Ягноб.
Основные занятия — земледелие и скотоводство; также местами сохранились ткацкие и гончарные ремёсла

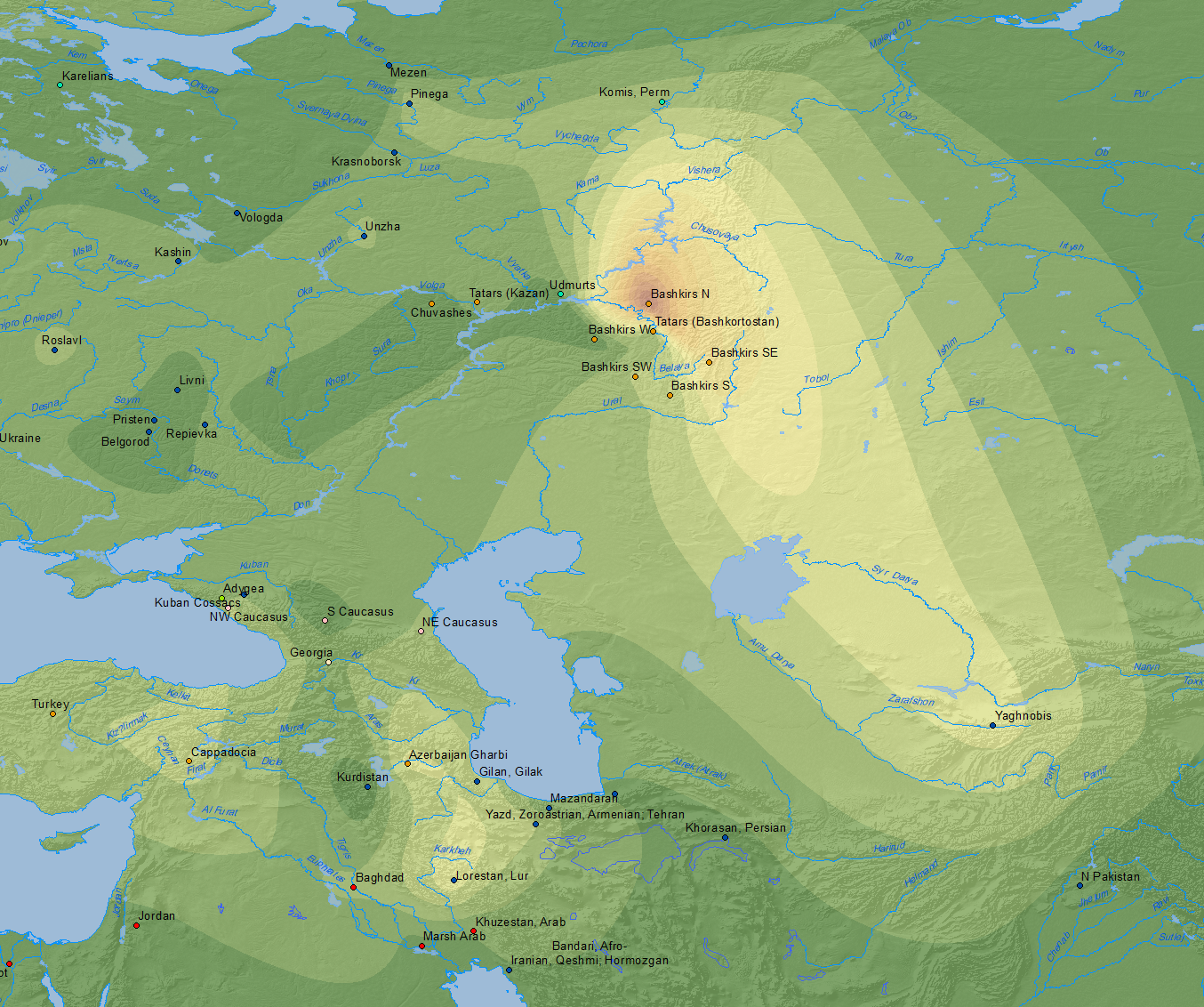
Ягнобская генетика (ДНК) R1b

## Генетика
В генофонде ягнобцев Y-хромосомные гаплогруппы J2-M172 и R1a-M17 встречаются с частотой около 30 %, гаплогруппы R1b-M269* и K-M9 достигают 21 % и 12 % соответственно. Митохондриальная гаплогруппа HV достигает 38 %, митохондриальная гаплогруппа Н — 19 %.

## Религия
Ягнобцы — мусульмане-сунниты, но некоторые также исповедуют исмаилизм. Некоторые элементы доисламской религии (вероятно, зороастризм) все еще сохраняются.

## Галерея

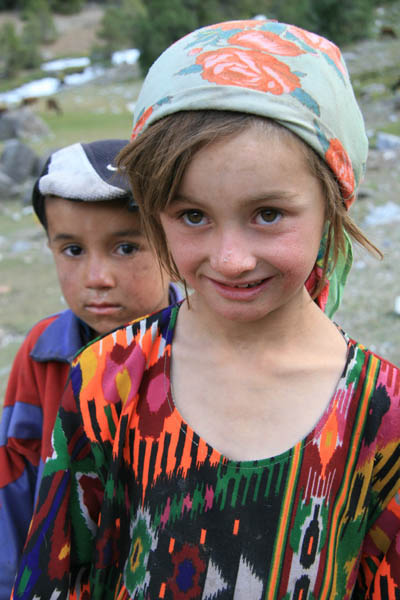
Ягнобские дети
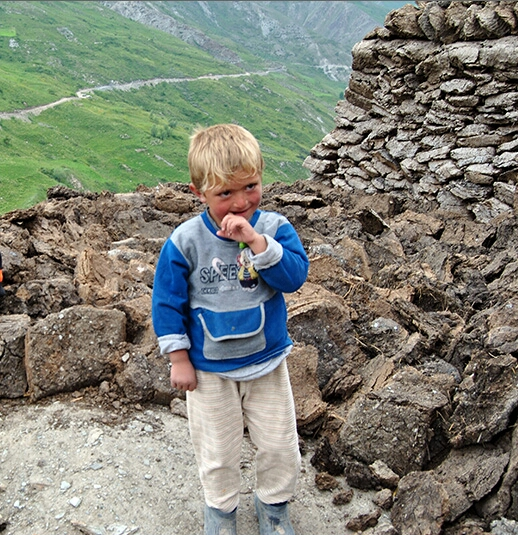
Ягнобский мальчик
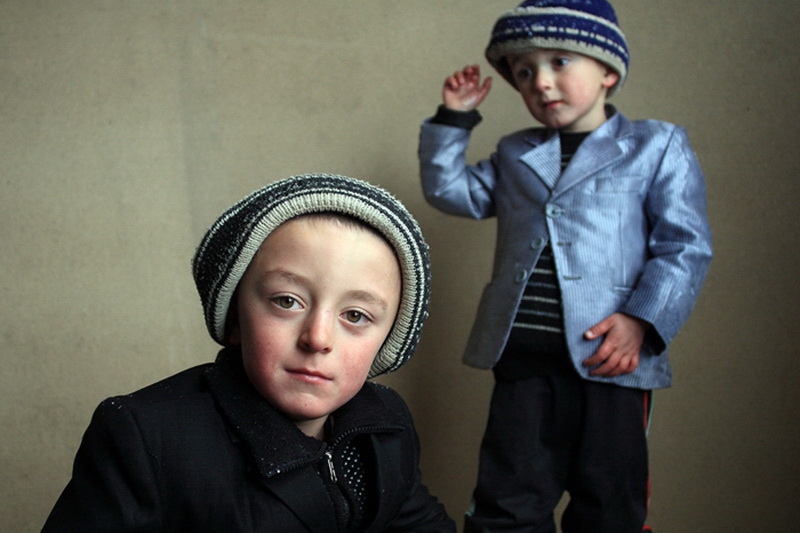
Ягнобские дети
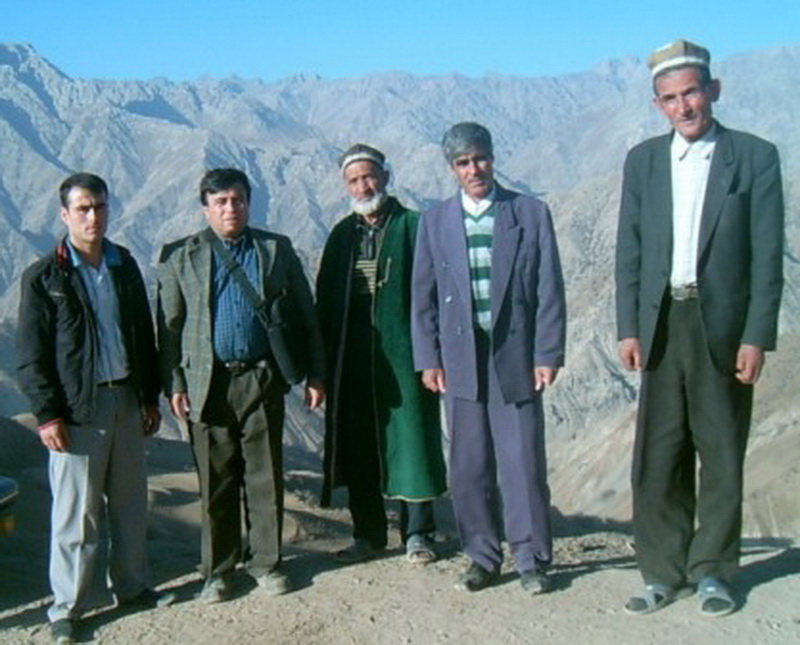
Группа мужчин, говорящих на ягнобском языке
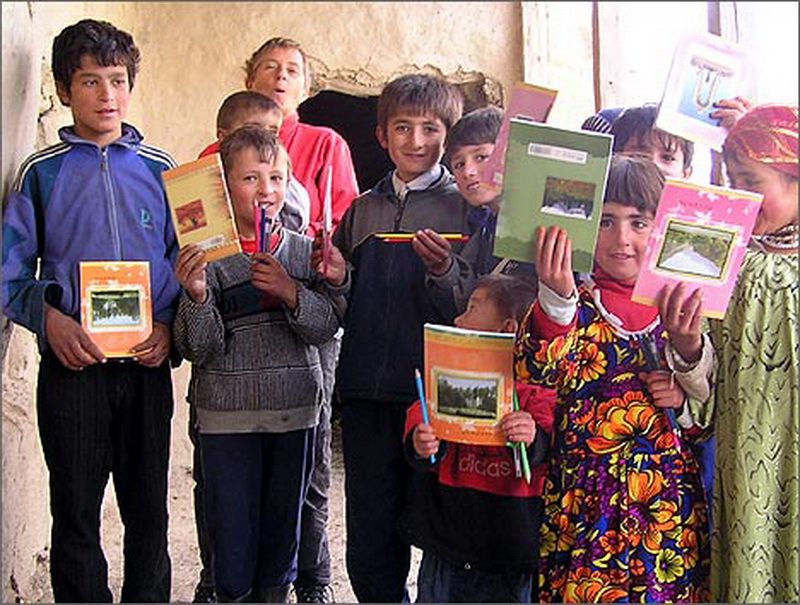
Группа школьников, говорящих на ягнобском языке